# The Janitor's Busy Day
The Janitor's Busy Day è un cortometraggio muto del 1916 sceneggiato e diretto da Al E. Christie.

## Produzione
Il film fu prodotto dalla Nestor Film Company.

## Distribuzione
Distribuito dall'Universal Film Manufacturing Company, il film - un cortometraggio di una bobina - uscì nelle sale cinematografiche USA il 27 marzo 1916.